# ويلهلم مور (سياسي)
ويلهلم مور هو سياسي نرويجي، ولد في 11 أغسطس 1886 في Fana (municipality) ‏ في النرويج، وتوفي في 29 أغسطس 1978. نشط حزبياً في حزب المحافظين. وقد انتخب عضو برلمان النرويج ‏ عن دائرة دائرة هوردالان ‏ وقد انضم خلال فترته النيابية ‏ (1931 – 1933) للكتلة البرلمانية حزب المحافظين وانتخب عضو برلمان النرويج ‏ عن دائرة دائرة هوردالان ‏ وقد انضم خلال فترته النيابية ‏ (1922 – 1924) للكتلة البرلمانية حزب المحافظين وانتخب عضو برلمان النرويج ‏ عن دائرة  وقد انضم خلال فترته النيابية ‏ (1919 – 1921) للكتلة البرلمانية .